# 白羊座60
白羊座60（60 Ari, 60 Arietis），是一颗位于白羊座的恒星，距离地球约290光年，视星等为6.14。